# Galatasaray A2
Galatasaray A2 – piłkarska drużyna rezerw tureckiego klubu Galatasaray SK.
Była uczestnikiem Turkish Youth League utworzonej w 1988 roku i Turkish PAF League założonej w 1999. Swoje mecze rozgrywa w ośrodku treningowym nazwanym imieniem Metina Oktaya, mieszczącym się w dzielnicy Istambułł - Florya. Składa się głównie z zawodników do lat 21, ale okazjonalnie grają w niej starsi gracze na specjalnych warunkach.

## Osiągnięcia
- A2 Ligi
  - Mistrzostwo (6): (record) 1989/90, 1993/94, 2004/05, 2005/06, 2006/07, 2010/11[1]
  - Wicemistrzostwo (2): 1996/97, 2007/08

## Trenerzy
- Abdullah Avcı
- Suat Kaya (2004-06)
- Zafer Koç
- Erkan Ültanır
- Nedim Yiğit (2008–10)
- Orhan Atik (od 2010)

## Piłkarze
| - Arda Turan - Aydın Yılmaz - Bülent Korkmaz - Cafercan Aksu - Ceyhun Eriş - Cihan Can - Coşkun Özarı - Cüneyt Tanman - Çağrı Yarkın - Emre Belözoğlu - Emre Çolak - Fatih Akyel | - Ferhat Öztorun - Gündüz Gürol Azer - İlker Erbay - İlyas Kahraman - Mehmet Güven - Tugay Kerimoğlu - Mert Korkmaz - Murat Akça - Murat Akyüz - Mülayim Erdem - Oğuz Sabankay - Okan Buruk | - Orkun Uşak - Özgür Öçal - Özgürcan Özcan - Sabri Sarıoğlu - Semih Kaya - Serdar Eylik - Uğur Uçar - Volkan Bekçi - Yücel Kaya - Zafer Şakar |